# Actiniopteris australis
Actiniopteris australis là một loài thực vật có mạch trong họ Pteridaceae. Loài này được Link mô tả khoa học đầu tiên.